# Krasnosiłka (obwód odeski)
Krasnosiłka (ukr. Красносілка, ros. Красносёлка) – wieś na Ukrainie, w obwodzie odeskim, w rejonie odeskim.
W miejscowości znajduje się rzymskokatolicka parafia pw. św. Piusa z Pietrelciny.